# 鲜于婴
鮮于嬰（？—？），三國後期到西晉初將領，先為巴西郡太守、寧州刺史，後為平州刺史、東夷校尉。

## 生平
鮮于嬰本為巴西太守吳靜屬下軍司，因吳靜任內撫卹失和被西晉朝廷罷免，由鮮于嬰取代。西晉泰始六年（西元270年），分益州南部四郡（建寧郡、興古郡、雲南郡、永昌郡）為寧州，以鮮于嬰為寧州刺史。（《文則》則稱泰始七年（西元271年）分此四郡為寧州）。太康二年（西元281年），鮮卑反叛攻打遼西，時任平州刺史的鮮于嬰率軍大破之。太康六年（西元285年）鮮卑首領慕容廆攻破扶餘國，鮮于嬰並未發兵相救而被人彈劾，晉武帝司馬炎大怒，解除鮮于嬰東夷校尉之職，由何龕代之。